# Ручьёвская площадь
Ручьёвская площадь — площадь на северо-востоке Санкт-Петербурга в Калининском районе, расположенная непосредственно у железнодорожной станции «Ручьи». Название официально присвоено 3 декабря 2021 года постановлением Правительства Санкт-Петербурга № 939.

## История
С самого начала это была безымянная площадь, являвшаяся крупным транспортным узлом городского и железнодорожного транспорта. 3 декабря 2021 года площадь получила своё наименование в честь исторического района Ручьи. На данную тематику названы также Ручьёвская дорога и Ручьёвский путепровод.

## Здания

### Типография имени И.Е. Котлякова (улица Руставели, дом 13)
Типография имени И.Е. Котлякова. Здание построено в 1986-1989 годах. Это позволило типографии осуществить переход на новую технологию производства — с высокой печати на офсетную.

## Транспорт
Кроме железнодорожной станции «Ручьи», рядом с площадью также находится крупная конечная станция маршрутов городского общественного транспорта:
- трамвая № 100;
- троллейбусов № 16, 18;
- автобусов № 78, 94, 132, 133, 136, 177, 199, 202, 237, 249, 250, 272, 283, 294[6].

Также имеется промежуточная остановка (на улице Руставели) для:
- автобусов № 61, 102, 153, 176, 183, 206, 293[7];
- трамваев № 9, 38, 51, 57;
- троллейбуса № 38.

Ближайшей станцией метро является «Академическая», расположенная в 2,5 км западнее по проспекту Науки.
К площади ведёт подъездная дорога от кругового перекрёстка проспекта Науки с улицей Руставели. 3 декабря 2021 года вместе с присвоением названия площади она была включена в состав проспекта Науки.